# Thrapston
Thrapston est une ville et une paroisse civile du Northamptonshire en Angleterre. Située à 29.4 kilomètres de Northampton, elle relève administrativement de l'autorité unitaire du North Northamptonshire. Sa population est de 4297 habitants (2001) et 6239 (2011, civil parish) Dans Domesday Book de 1086, il a été énuméré comme Trapestone.